# Wielki Obłok Magellana

Zdjęcie podczerwone Wielkiego Obłoku Magellana (ESA/NASA/JPL-Caltech/STScI)

Wielki Obłok Magellana (LMC - Large Magellanic Cloud)– największa galaktyka satelitarna położona w pobliżu Drogi Mlecznej. Jest ona generalnie nieregularna, ale posiada elementy struktury spiralnej. Jest również jedną z najbliższych galaktyk, leży w odległości ok. 50 kiloparseków; bliżej położone są niektóre galaktyki karłowate, takie jak SagDEG i Karzeł Wielkiego Psa.

## Nazwa i odkrycie
Nazwa galaktyki pochodzi od nazwiska Ferdynanda Magellana, który obserwował obiekt podczas wyprawy dookoła świata w latach 1519–1522. Jednak najstarsza zachowana wzmianka o obserwacjach Wielkiego Obłoku Magellana przez mieszkańców półkuli północnej pochodzi z 964 roku od perskiego astronoma Al Sufiego. Obiekt, nazwany przez Arabów Al Bakr (Biały Wół), został zaobserwowany podczas wypraw kupieckich wzdłuż wschodnich wybrzeży Afryki.

## Charakterystyka
Wielki Obłok Magellana jest zwykle uznawany za galaktykę nieregularną; takie galaktyki w morfologicznej klasyfikacji galaktyk oznacza się symbolem Irr. Ma ona jednak zauważalny kształt zdeformowanej spirali, która upodabnia ją do galaktyk spiralnych z poprzeczką o luźno nawiniętych ramionach (SBc). Galaktyka ta jako pierwsza otrzymała oznaczenie SBm (m pochodzi właśnie od nazwy galaktyki), jest to tzw. „magellaniczna galaktyka spiralna”. Najprawdopodobniej pierwotna struktura spiralna Obłoku została zniszczona przez oddziaływanie grawitacyjne Drogi Mlecznej. Średnica galaktyki wynosi około 14 tysięcy lat świetlnych. Dysk galaktyki nachylony jest pod kątem około 40° do sfery niebieskiej.
Masa galaktyki wynosi około 10 miliardów mas Słońca.
Wielki Obłok Magellana zawiera gwiazdy, które zostały „skradzione” z sąsiadującej, mniejszej galaktyki znanej jako Mały Obłok Magellana.
Odległość do galaktyki została wyznaczona w 2013 na 162 980 lat świetlnych z dokładnością do dwóch procent. Wielki Obłok Magellana jest najbliższą niekarłowatą galaktyką, dlatego odgrywa istotną rolę we współczesnej astronomii. Liczne grupy różnych klas obiektów tworzące tę galaktykę, znajdujące się w pierwszym przybliżeniu w tej samej, stosunkowo niewielkiej odległości, są doskonałym celem badań nad wieloma zagadnieniami astrofizycznymi.
Galaktyka jest widoczna gołym okiem z południowej półkuli Ziemi. Rozciąga się na niebie na obszarze około 7×7 stopni.
24 lutego 1987 roku w galaktyce tej zaobserwowano supernową SN 1987A – najbliższą Ziemi supernową od czasu Nowej Keplera.